# Herzbeben
Herzbeben ist ein Lied der deutschen Popschlager-Sängerin Helene Fischer. Das Stück ist eine von zwei gleichzeitig veröffentlichten Singleauskopplungen aus ihrem siebten Studioalbum Helene Fischer.

## Entstehung und Artwork
Geschrieben wurde das Lied gemeinsam von Thorsten Brötzmann, Lukas Hainer, Alexander Rethwisch und Stephanie Stumph. Ersterer produzierte das Stück auch, als ausführende Produzentin wirkte Helene Fischer mit. Das Mastering erfolgte bei TrueBusyness Mastering in Berlin unter der Leitung von Sascha Bühren. Abgemischt und programmiert wurde das Stück durch Brötzmann und Roman Lüth; Lüth stand Brötzmann auch als Koproduzent zur Seite. Die Single wurde unter den Musiklabels Island Records und Polydor veröffentlicht und durch Copyright Control Shares, Hookwerk Records und Kobalt Music Publishing (Sub-Verlag) vertrieben.
Auf dem schwarz-weißen Cover der Maxi-Single ist lediglich – neben Künstlernamen und Liedtitel – Fischers Gesicht, mit der rechten Hand vor dem Mund, zu sehen. Es ist exakt das gleiche Bild wie zum dazugehörigen Album Helene Fischer. Auf dem schwarz-weißen Cover einer veröffentlichten Remix-EP ist Fischers Oberkörper zu sehen. Geschossen wurde das Bild vom deutschen Modefotografen Kristian Schuller, das Artwork stammt von Eat, Sleep + Design in Berlin-Kreuzberg.

## Veröffentlichung und Promotion
Die Erstveröffentlichung von Herzbeben erfolgte als Einzeldownload am 12. Mai 2017. Bereits einen Tag zuvor feierte das Lied seine Airplay-Premiere. Das Stück wurde gleichzeitig mit der Single Nur mit dir, die ebenfalls als Einzeldownload erschien, veröffentlicht. Am 30. Juni 2017 erfolgte die Veröffentlichung einer physischen Remix-EP. Diese beinhaltet neben der Albumversion sieben Remixversionen zu Herzbeben.
Um das Lied zu bewerben, folgten unter anderem Liveauftritte zur Hauptsendezeit während des ESC-Countdown 2017, in der Finalshow von Germany’s Next Topmodel 2017 auf ProSieben und in der Halbzeitpause des DFB-Pokal-Finals 2017 im Ersten. Während der Helene Fischer Show 2017 sang sie das Lied im Duett mit der Autorin Stephanie Stumph. Darüber hinaus untermalte Herzbeben einen Werbeclip, um das dazugehörige Album Helene Fischer zu bewerben. 2018 war das Lied der Titelsong zur Sat.1-Sendung Hotel Herzklopfen.
Remixversionen
- Herzbeben (Anstandslos & Durchgeknallt Radio Remix)
- Herzbeben (Arash Extensive Club Remix)
- Herzbeben (Arash Extensive Radio Remix)
- Herzbeben (Afrojack Remix)
- Herzbeben (Bernasconi Remix)
- Herzbeben (Extended Mix)
- Herzbeben (Patz & Grimbard Extended Remix)
- Herzbeben (Scotty Remix)
- Herzbeben (Swanky Tunes & Going Deeper Remix)
- Herzbeben (Vitalize Remix)

## DFB-Pokal-Finale 2017
Am 27. Mai 2017 sang Fischer während der Halbzeitpause des DFB-Pokal-Finals 2017 zwischen Borussia Dortmund und Eintracht Frankfurt ein Medley aus Atemlos durch die Nacht und Herzbeben. Der Auftritt dauerte insgesamt acht Minuten, in denen sie überwiegend von Frankfurter-Anhängern im Berliner Olympiastadion ausgepfiffen wurde. Teilweise musste sie auch Beleidigungen wie „Halt’ dein Maul“ über sich ergehen lassen. Trotz dieses Eklats beendete Fischer ihren Auftritt „professionell“, indem sie sich am Ende ihres Auftritts bei den Zuschauern bedankte und verabschiedete. Während die Verantwortlichen der ARD den kompletten Auftritt übertrugen, gingen die Kollegen von Sky Deutschland in eine Werbeunterbrechung. Auf Nachfragen von Focus Online teilten die Verantwortlichen von Sky mit, dass man ohnehin viel Werbebuchungen für die Halbzeitpause hatte. Man hätte auch ohne Pfeifkonzert den Auftritt Fischers nicht vollständig gezeigt. Der ARD wurde nachgesagt, den Ton während des Auftritts reguliert zu haben. Dies bestritten die Verantwortlichen jedoch.
Auslöser des Pfeiffkonzertes seitens der Fans war zum einen die Kommerzialisierung des deutschen Fußballs. Zum anderen gingen viele Frankfurt-Fans davon aus, dass Fischer eine Anhängerin des BVB sei. Grund dieser Spekulation war, dass Fischer nach dem verlorenen UEFA-Champions-League-Finale 2013 für die Mannschaft auf dem anschließenden Saisonabschluss sang. Auf der Facebook-Seite „Traditionsvereine“ wurde im Vorfeld angekündigt, dass die rund 30.000 anwesenden Eintracht-Anhänger ihrem Unmut über den Auftritt hörbar Luft machen würden. Unter anderem sollen Wirte in Frankfurt Freibier dafür versprochen haben, sollte Fischer im TV wegen lauter Pfiffe nicht zu hören sein. Die Pfiffe gingen nicht allein gegen Fischer, sondern auch gegen den DFB. Aufgrund der Kommerzialisierung schlossen sich die Anhänger beider Parteien kurz vor Spielbeginn zusammen und sangen minutenlang den Ausruf „Scheiß DFB“. Im BVB-Fanblock war ein Banner mit der Aufschrift „Krieg dem DFB“ zu lesen.
Reaktionen
In einem Interview mit dem Sportschau Club, im direkten Anschluss an das DFB-Pokal-Finale, sagte Fischer selbst folgendes zu der Situation: „Ich bin kein ausgewiesener Dortmund-Fan. Ich bin ziemlich neutral, muss ich sagen. Und ich hab ganz ehrlich von ganzem Herzen beiden Mannschaften die Daumen gedrückt.“ Des Weiteren merkte sie folgendes an: „Ich habe mitbekommen, dass es da eine Wette am Laufen war. Es gibt Freibier für die Pfiffe gegen mich, ich muss sagen, Wette gewonnen. Jetzt müssen die Wirte ran, Freibier für alle“. In einem Interview am Folgeabend mit Thomas Gottschalk in dessen Sendung Mensch Gottschalk – Das bewegt Deutschland sagte sie: „Da muss ein Musiker vielleicht auch mal durch. Ich hab mir so ’ne dicke Haut in den letzten Jahren zugelegt und seit gestern sind auch noch Haare gewachsen.“ Das Pfeifkonzert habe sie als „geballte Testosteron-Power“ wahrgenommen. Wirklich böse könne sie den Fußballanhängern nicht sein. Sie habe das gar nicht als so schlimm empfunden. Die Pfiffe der Fußballfans bezog sie auch nicht auf sich alleine. Es sei ein Groll da, die wollten keine Unterhaltung.
Der DFB-Vizepräsident Rainer Koch kam in einem Interview mit Sky Sport News HD zu dem Entschluss, dass der Halbzeitauftritt Fischers nicht die „optimale Entscheidung“ gewesen sei. Sie waren in der Woche zuvor der Meinung, dass die Fans das toll fänden, dass sei vielleicht etwas blauäugig gewesen. Jetzt hätten sie mitbekommen, dass es an diesem Samstag wohl nicht das Richtige war und daraus werden sie lernen und das auch gegebenenfalls nicht wiederholen.
Eintracht Frankfurts Sportdirektor Fredi Bobic hielt nichts von der Gesangseinlage und gab folgendes Statement dazu ab: Sowas habe beim Pokalfinale nichts zu suchen, weil „wir“ Fußball spielen. Die wahren Fans des Fußballs haben in der Halbzeitpause keine Lust darauf.
Fischers damaliger Lebensgefährte Florian Silbereisen setzte als Reaktion auf die Pfiffe folgenden humoristischen Post auf Facebook ab: „Am Wochenende war ich auf einer riesigen Schlagerparty in Amsterdam! Schaut mal, Louis van Gaal … es gibt also doch Schlagerfans unter Fußballern.“ Dazu lud er ein Bild von sich zusammen mit van Gaal hoch.

## Inhalt
| „Herzbeben – lass uns leben, wir woll’n was erleben! Herzbeben – vorwärts, Herz, lass es beben, beben! Herzbeben – lass uns durch die Decke heben, Herzbeben – lass uns leben, lass doch unsre Körper reden! Reiß dich los, ich will schweben, dir entgegen, Herzbeben – lass uns leben! Komm und reiß dich los, ja wir haben uns gefunden, unsere Seelen sind verbunden! – Herzbeben!“ – Refrain, Originalauszug | Der Liedtext zu Herzbeben ist in deutscher Sprache verfasst. Getextet wurde das Stück von Lukas Hainer und Stephanie Stumph, letztere war zusammen mit Thorsten Brötzmann und Alexander Rethwisch auch für die Entstehung der Kompositionen verantwortlich. Musikalisch bewegt sich das Lied im Bereich des Schlagers und der Popmusik. Als Instrumentalisten sind Brötzmann und Roman Lüth am Keyboard zu hören. Aufgebaut ist das Lied auf zwei Strophen, einer Bridge sowie einem Refrain zwischen den Strophen und der Bridge, sowie einem am Ende des Liedes. Inhaltlich geht es laut Stumph darum, die Frau „stark, sexy und lebensbejahend – eine Frau, die weiß, was sie will“ darzustellen. |

## Mitwirkende
| Personen - Thorsten Brötzmann: Abmischung, Keyboard, Komponist, Musikproduzent, Programmierung - Sascha Bühren: Mastering - Helene Fischer: Ausführender Produzent, Gesang - Lukas Hainer: Liedtexter - Roman Lüth: Abmischung, Keyboard, Programmierung, Koproduzent - Alexander Rethwisch: Komponist - Kristian Schuller: Fotograf (Cover) - Stephanie Stumph: Komponist, Liedtexter | Unternehmen - Copyright Control Shares: Vertrieb - Eat, Sleep + Design: Artwork (Cover) - Hookwerk Records: Vertrieb - Island Records: Musiklabel - Kobalt Music Publishing: Vertrieb - Polydor: Musiklabel - TrueBusyness Mastering: Tonstudio |

## Rezeption

### Rezensionen
Markus Brandstetter vom deutschen Online-Magazin laut.de vergab für das Gesamtprodukt: Helene Fischer zwei von fünf Sternen und kam bei seiner Rezension zum Entschluss, dass Herzbeben nur eine „Tagada-Nummer“ mit einem nervenden Refrain und „knarzenden“ Bässen sei. Die Textzeilen: „Und ich nehme deine Hand, muss tanzen immer weiter / Ich vergesse den Verstand, der Horizont wird breiter.“ bezeichnet er als kontrollierten „Hedonismus“.
Christopher Sennfelder vom deutschsprachigen E-Zine Plattentests.de vergab für das Album lediglich zwei von zehn Punkten, wobei Herzbeben gängige Klischees bediene. Das Stück sei ein Sinnbild für den in Sterilität erstarrten deutschen Mainstream-Pop, welches auf überraschende Akkordwechsel verzichte. Weiter kommt er zum Entschluss, dass dem Hörer beim „Uffta-Uffta-Rhythmus“ zu Herzbeben nur noch die Kapitulation bleibe.
Wolfgang Wendland von der deutschen Punkband Die Kassierer bewertete für Bild das Album Helene Fischer und Verglich Herzbeben mit der deutschen Liedermacherin Ina Deter, nur ohne „jeden Anflug von Emanzipation“.

### Preise
Am 13. Januar 2018 wurde Herzbeben mit der Eins der Besten in der Kategorie Hit des Jahres ausgezeichnet.

## Kommerzieller Erfolg

### Chartplatzierungen
Herzbeben erreichte in Deutschland Position sechs der Singlecharts und konnte sich insgesamt zwei Wochen in den Top 10 und 36 Wochen in den Charts platzieren. In den deutschen Konservativ Pop Airplaycharts erreichte das Stück die Chartspitze. Darüber hinaus konnte sich das Lied mehrere Wochen in den deutschen iTunes-Tagesauswertungen platzieren und erreichte dabei am 28. Juni 2020 für einen Tag Rang eins. In Österreich erreichte die Single in 13 Chartwochen Position 23 und in der Schweiz in ebenfalls 13 Chartwochen Position 16 der Charts. Obwohl es das Lied nicht auf Platz eins schaffte, war es trotzdem für einen Zeitraum von zwei Wochen das erfolgreichste deutschsprachige Lied in den deutschen Singlecharts. 2017 platzierte sich die Single auf Position 60 der Single-Jahrescharts in Deutschland.
Für Fischer als Interpretin ist dies der zwölfte Charterfolg in Deutschland, sowie ihr siebter in Österreich und der sechste in der Schweiz. Es ist nach Atemlos durch die Nacht ihr zweiter Top-10-Erfolg in Deutschland. Zum vierten Mal konnte sich eine Single Fischers gleichzeitig in allen D-A-CH-Staaten platzieren.
Brötzmann erreichte in seiner Tätigkeit als Autor oder Musikproduzent bereits zum 73. Mal die deutschen Charts, zum 40. Mal die Charts in Österreich und zum 32. Mal die Schweizer Hitparade. Es ist sein zwölfter Top-10-Erfolg in Deutschland, letztmals gelang ihm ein Top-10-Erfolg mit Even Heaven Cries von Monrose aus dem Jahr 2007. Für Rethwisch als Autor stellt Herzbeben den sechsten Charterfolg in Deutschland dar, sowie sein vierter in Österreich und sein dritter in der Schweiz. Es ist nach Wishing You Well (Stanfour) sein zweiter Top-10-Erfolg in Deutschland. Bis heute konnte sich kein Werk Rethwischs höher in den deutschen Charts platzieren. Für Stumph als Autorin ist es der erste Charterfolg ihrer Karriere. Für Hainer als Autor ist dies der sechste Charterfolg in Deutschland sowie nach Scheissmelodie (Kerstin Ott) der zweite in Österreich. In beiden Ländern konnte sich bis heute keine Single höher in den Charts platzieren. In Österreich konnte sich ebenfalls keine Single von Hainer länger in den Charts platzieren.
| ChartsChartplatzierungen | Höchstplatzierung | Wochen |
| ------------------------ | ----------------- | ------ |
| Deutschland (GfK)        | 6 (36 Wo.)        | 36     |
| Österreich (Ö3)          | 23 (13 Wo.)       | 13     |
| Schweiz (IFPI)           | 16 (13 Wo.)       | 13     |

| ChartsJahrescharts (2017) | Platzierung |
| ------------------------- | ----------- |
| Deutschland (GfK)         | 60          |

### Auszeichnungen für Musikverkäufe
Im Mai 2018 wurde Herzbeben in Deutschland mit einer Platin-Schallplatte für über 400.000 verkaufte Einheiten ausgezeichnet. Damit ist es nach Atemlos durch die Nacht die zweiterfolgreichste Singleveröffentlichung Fischers und zählt zu den meistverkauften deutschsprachigen Schlager in Deutschland. In Österreich erhielt die Single ebenfalls Platin am 16. März 2021 und ist auch hier nach Atemlos durch die Nacht die zweitmeistverkaufte Single von Fischer. Herzbeben erhielt insgesamt zwei Platin-Schallplatten für über 430.000 verkaufte Einheiten.
| Land/Region        | Auszeichnungen für Musikverkäufe (Land/Region, Auszeichnung, Verkäufe) | Verkäufe |
| ------------------ | ---------------------------------------------------------------------- | -------- |
| Deutschland (BVMI) | Platin                                                                 | 400.000  |
| Österreich (IFPI)  | Platin                                                                 | 30.000   |
| Insgesamt          | 2× Platin ·                                                            | 430.000  |